# Julián Hernández Pérez
Julián Hernández Pérez (nascut el 1972 a la Ciutat de Mèxic) és un cineasta mexicà multipremiat. Va guanyar dues vegades el premi Teddy al Festival de Cinema de Berlín amb les seves pel·lícules Mil nubes de paz cercan el cielo, amor, jamás acabarás de ser amor (2003) i Rabioso sol, rabioso cielo (2009). Va estudiar al Centre Universitari d'Estudis Cinematogràfics (CUEC), d’on va ser expulsat a causa de les seves pel·lícules de temàtica gai durant una administració homòfoba, i no va ser esmentat com a director seriós fins que va començar a guanyar el reconeixement internacional. Ha atribuït l’ús del llenguatge cinematogràfic a influències de cineastes com Michelangelo Antonioni, Leonardo Favio, Robert Bresson, i Alain Resnais.
Hernández ha dirigit més de 20 curtmetratges premiats (tant documentals com de ficció) i s'ha convertit en una icona del cinema gai per als seus llargmetratges, inclòs El cielo dividido. Juntament amb el productor i director Roberto Fiesco, va fundar la Cooperativa Cinematográfica Morelos.que més tard es va convertir en la prestigiosa productora Mil Nubes Cine, produint 29 pel·lícules durant dues dècades.

## Filmografia
Les pel·lícules d’Hernández són conegudes per la seva aproximació al llenguatge cinematogràfic en què presta especial atenció a l'estètica. Molts crítics han comparat la seva obra amb coreografies i elogien el seu ús de plans seqüencials.
| Gènere             | Any  | Títol original                                                              | Títol original             | Acreditat com a | Acreditat com a | Acreditat com a | Acreditat com a        | Notes               |
| Gènere             | Any  | Títol original                                                              | Títol original             | Director        | Editor          | Guionista       | Paper                  | Notes               |
| ------------------ | ---- | --------------------------------------------------------------------------- | -------------------------- | --------------- | --------------- | --------------- | ---------------------- | ------------------- |
| Curtmetratge       | 1992 | Lenta mirada en torno a la búsqueda de seres a fines                        |                            | Sí              | Sí              | Sí              |                        |                     |
| Curtmetratge       | 1993 | La sombra inutil de quien ha nacido para un solo destino                    |                            | Sí              | Sí              | Sí              |                        |                     |
| Curtmetratge       | 1993 | Caer                                                                        |                            |                 | Sí              |                 |                        |                     |
| Curtmetratge       | 1993 | Actos impuros                                                               |                            |                 | Sí              | Sí              |                        |                     |
| Curtmetratge       | 1996 | Por encima del abismo de la desesperación                                   |                            | Sí              | Sí              | Sí              |                        |                     |
| Curtmetratge       | 2000 | Rubato lamentoso                                                            |                            | Sí              | Sí              | Sí              |                        |                     |
| Curtmetratge       | 2000 | Extravio                                                                    |                            |                 | Sí              | Sí              |                        |                     |
| Curtmetratge       | 2000 | La vida es tan hermosa aún ahora                                            |                            | Sí              | Sí              |                 |                        |                     |
| Curtmetratge       | 2000 | Diminutos del calvario                                                      | 10 Minutes                 | Sí              |                 |                 |                        |                     |
| Film               | 2000 | Hubo un tiempo en que los sueños dieron paso a largas noches de insomnio... | Long Sleepless Nights      | Sí              | Sí              | Sí              |                        |                     |
| Curtmetratge       | 2001 | El dolor                                                                    |                            | Sí              |                 | Sí              |                        |                     |
| Sèrie de televisió | 2002 | Clase 406                                                                   | Clase 406                  |                 |                 |                 | Ajudant de producció   |                     |
| Curtmetratge       | 2002 | Arrobo                                                                      |                            |                 |                 | Sí              |                        |                     |
| Llargmetratge      | 2003 | Mil nubes de paz cercan el cielo, amor, jamás acabarás de ser amor          | A Thousand Clouds of Peace | Sí              |                 | Sí              |                        |                     |
| Curtmetratge       | 2003 | Vivir                                                                       | To Live                    | Sí              |                 | Sí              |                        |                     |
| Curtmetratge       | 2004 | Los ríos en tiempo de lluvia                                                |                            | Sí              | Sí              | Sí              | Productor              |                     |
| Curtmetratge       | 2004 | Linternita                                                                  |                            | Sí              |                 | Sí              |                        |                     |
| Curtmetratge       | 2005 | David                                                                       |                            |                 |                 | Sí              |                        |                     |
| Curtmetratge       | 2005 | Fragmento de identidad                                                      |                            | Sí              | Sí              | Sí              | Productor              |                     |
| Llargmetratge      | 2006 | El cielo dividido                                                           | Broken Sky                 | Sí              |                 | Sí              |                        |                     |
| Curtmetratge       | 2007 | Bramadero                                                                   |                            | Sí              |                 | Sí              |                        |                     |
| Curtmetratge       | 2008 | Paloma                                                                      |                            |                 |                 | Sí              |                        |                     |
| Curtmetratge       | 2008 | En la luz del sol brillante                                                 |                            |                 |                 |                 | Director de fotografia |                     |
| Curtmetratge       | 2008 | Vago rumor de mares en zozobra                                              |                            | Sí              |                 | Sí              |                        |                     |
| Llargmetratge      | 2009 | Rabioso sol, rabioso cielo                                                  | Raging Sun, Raging Sky     | Sí              |                 | Sí              |                        |                     |
| Documental         | 2009 | La transformación del cine en música                                        |                            | Sí              |                 |                 |                        |                     |
| Curtmetratge       | 2010 | Sucedió en un día                                                           |                            | Sí              |                 | Sí              |                        | segment "Atmósfera" |
| Documental         | 2011 | ¡Boom!                                                                      |                            |                 |                 |                 | Ell mateix             |                     |
| Documental         | 2013 | Quebranto                                                                   | Disrupted                  |                 |                 | Sí              |                        |                     |
| Llargmetratge      | 2013 | Yo soy la felicidad de este mundo                                           | I Am Happiness on Earth    | Sí              |                 | Sí              |                        |                     |
| Curtmetratge       | 2013 | Estatuas                                                                    |                            |                 | Sí              |                 |                        |                     |
| Curtmetratge       | 2014 | Ramona                                                                      |                            |                 | Sí              |                 |                        |                     |
| Curtmetratge       | 2014 | Nubes flotantes                                                             | Wandering Clouds           | Sí              |                 | Sí              |                        |                     |

## Premis
| Any                                              | Nominada                                                           | Categoria                | Resultat    |
| Premi Ariel                                      | Premi Ariel                                                        | Premi Ariel              | Premi Ariel |
| ------------------------------------------------ | ------------------------------------------------------------------ | ------------------------ | ----------- |
| 2004                                             | Mil nubes de paz cercan el cielo, amor, jamás acabarás de ser amor | Millor direcció          | Nominat     |
| 2004                                             | Mil nubes de paz cercan el cielo, amor, jamás acabarás de ser amor | Millor guió              | Nominat     |
| 2004                                             | Mil nubes de paz cercan el cielo, amor, jamás acabarás de ser amor | Millor opera prima       | Nominat     |
| Festival Internacional de Cinema de Berlín       |                                                                    |                          |             |
| 2003                                             | Mil nubes de paz cercan el cielo, amor, jamás acabarás de ser amor | Millor pel·lícula        | Guanyador   |
| 2009                                             | Rabioso sol, rabioso cielo                                         | Millor pel·lícula        | Guanyador   |
| Festival de Cinema de Bogotà                     |                                                                    |                          |             |
| 2003                                             | Mil nubes de paz cercan el cielo, amor, jamás acabarás de ser amor | Millor pel·lícula        | Nominat     |
| Festival de Cinema Llatinoamericà de Lima        |                                                                    |                          |             |
| 2003                                             | Mil nubes de paz cercan el cielo, amor, jamás acabarás de ser amor | Millor òpera prima       | Guanyador   |
| Torino International Gay & Lesbian Film Festival |                                                                    |                          |             |
| 2006                                             | El cielo dividida                                                  | Premi especial del Jurat | Guanyador   |